# Íslandsbanki
Íslandsbanki hf. ist eine isländische Bank. Von 2006 bis 2008 firmierte sie unter dem Namen Glitnir banki.

## Geschichte
Die Bank entstand, als 1990 die drei in privatem Eigentum stehenden Banken Alþýðubanki (Unionsbank), Verzlunarbanki (Handelsbank), Iðnaðarbanki (Industriebank) und die in Staatseigentum stehende Útvegsbanki (Fischereibank) zur Íslandsbanki fusioniert wurden. Sie war zu diesem Zeitpunkt die einzige größere Privatbank Islands. Seit 1993 war sie an der isländischen Börse gelistet. Im Jahr 2000 wurde die FBA (Isländische Investmentbank) übernommen. 2004 kaufte die Íslandsbanki die norwegische Bank Kredittbanken. Im März 2006 wurde der Name der Bank in Glitnir banki geändert. Glitnir ist in der nordischen Mythologie ein glanzvoller Götterpalast.
Ende 2006 verwaltete Glitnir ein Vermögen von rund 25,5 Milliarden EUR und konnte für das Geschäftsjahr 2006 einen Gewinn von ca. 434 Mio. EUR verzeichnen.
Nachdem Glitnir im Zuge der Finanzkrise ab 2007 in Zahlungsschwierigkeiten gekommen war, übernahm die isländische Zentralbank, stellvertretend für den isländischen Staat, Ende September 2008 75 Prozent der Anteile für 600 Millionen EUR. Im Zuge der Verstaatlichung wurde der Name der Bank zurück zum ursprünglichen Namen Íslandsbanki geändert.
2009 wurde der Staatsanteil wieder auf 5 % reduziert. Später erhöhte der isländische Staat seinen Anteil wieder auf 42,5 %.

## Niederlassungen
Glitnir hatte Niederlassungen in folgenden Ländern:
- Island (Reykjavík, Firmenzentrale)
- Norwegen (Oslo)
- Vereinigtes Königreich (London)
- Schweden (Stockholm)
- Dänemark (Kopenhagen)
- Luxemburg (Luxemburg)
- Kanada (Halifax)
- China (Shanghai)

Derzeit betreibt Íslandsbanki 12 Filialen in Island, drei davon im Hauptstadtgebiet.